# (11238) Johanmaurits
(11238) Johanmaurits (2044 P-L) – planetoida z pasa głównego asteroid okrążająca Słońce w ciągu 3,32 lat w średniej odległości 2,22 j.a. Odkryta 24 września 1960 roku.